# Kataba II
Kataba II je vesnice v regionu Ziguinchor v Senegalu. Vesnice je součástí obce Kataba I, která náleží k arrondissementu Kataba.

## Geografie
Vesnice Kataba II se nachází v oblasti Casamance.

## Obyvatelstvo
V roce 2002 žilo ve vesnici Kataba II 520 obyvatel.